# Johnny Grant
Johnny Grant (9 de mayo de 1923 - 9 de enero de 2008) fue un presentador radiofónico y productor televisivo de nacionalidad estadounidense, que además  fue Alcalde Honorario de Hollywood, California

## Inicios y carrera
Nacido en Goldsboro, Carolina del Norte, su debut en el mundo del espectáculo tuvo lugar como locutor radiofónico en 1939. 
Grant sirvió en el Cuerpo Aéreo del Ejército de los Estados Unidos durante la Segunda Guerra Mundial presentando en Nueva York un programa radiofónico diario dirigido al personal militar, y entrevistando en ese tiempo a numerosos artistas que se encontraban en la ciudad. Tras licenciarse, permaneció en Nueva York trabajando para la emisora WINS (AM). Junto a Bing Crosby, Bob Hope y Frank Sinatra, Grant presentó el primer telemaratón de nivel nacional, concebido para recaudar fondos para los deportistas participantes en los Juegos Olímpicos de Oslo 1952.
En la década de 1950 Grant actuó en varias películas, a menudo interpretando a presentadores ficticios. Así, fue "Ed Harrison," un presentador del estilo de Ed Sullivan, en el film de 1954 White Christmas, y fue el maestro de ceremonias en la película de 1956 The Girl Can't Help It.

## Alcalde Honorario de Hollywood
Grant fue nombrado Alcalde Honorario de Hollywood en 1980 por la Cámara de Comercio de Hollywood, manteniendo dicho honor durante el resto de su vida. Grant fue recomendado por el alcalde anterior, Monty Hall, presentador del concurso Let's Make a Deal.
Grant es conocido por participar en la incorporación de más de 500 celebridades en el Paseo de la Fama de Hollywood. Grant afirmaba que tenía como misión dar a conocer a todo el mundo la historia de Hollywood. Además, presentó las entradas con alfombra roja a las ceremonias de los Oscar, actuó en pequeños papeles para el cine y produjo el anual desfile navideño de Hollywood.
En su función como alcalde aparece en el documental Confessions of a Superhero, quejándose de las personas que se visten como superhéroes a fin de conseguir propinas en Hollywood Boulevard.

## Logros
Grant sirvió como embajador de la United Service Organizations, uniéndose al actor Bob Hope para llevar a zonas de Guerra a diferentes artistas con el fin de actuar para el personal militar. Por ello fue el primer receptor del más alto honor concedido por la U.S.O. Grant organizó visitas de las estrellas de Hollywood, entre ellas actores como Christopher George, a los veteranos heridos en la Guerra de Vietnam en lugares como el Brooke Army Medical Center de San Antonio (Texas).
Grant fue también general de división retirado en la Reserva Militar Estatal de California y voluntario de la Guardia Nacional de California. Así mismo, fue presidente de la Los Angeles City Fire Commission, la Los Angeles County Social Service Commission, y la Police Commission de Burbank, California. Más adelante fue también miembro de la Cultural Heritage Commission de Los Ángeles. 
Grant fue la única persona en recibir en dos ocasiones la Orden de California, la más alta condecoración del estado.
Por su contribución a la industria televisiva, a Johnny Grant de le concedió una estrella en el Paseo de la Fama de Hollywood, en el 6937 de Hollywood Boulevard. Además recibió otra estrella, ésta en el 6897 de la misma vía, por su trabajo para la comunidad de Hollywood.

## Fallecimiento
El 9 de enero de 2008 Grant falleció en su cama, en la suite que ocupaba en el Hollywood Roosevelt Hotel de Hollywood. El motivo del fallecimiento se atribuyó a causas naturales. Tenía 84 años de edad.
Sus restos fueron incinerados, y las cenizas se esparcieron por debajo del Hollywood Sign.